# Классический испанский язык

Том V Словаря испанского языка, 1737

Классический испанский язык (исп. español medio), или испанский язык Золотого века (español áurico, español de los siglos de oro) — вариант испанского языка периода конца XV — конца XVII веков. Промежуточный этап от староиспанского к современному испанскому.
Основные особенности классического испанского заключаются в следующем:
- оглушение шипящих и изменение места образования согласных;
- формирование йеизма — опускание традиционных твёрдых поднёбных боковых аппроксимант;
- появление новых местоимений второго лица;
- появление конструкции «se lo» для прямых и косвенных местоимений третьего лица;
- новые ограничения на порядок клитик.

Период использования классического испанского по времени совпал с испанской колонизацией Америки и периодом наивысшего расцвета Испании — так называемого Золотого века. Использовавшийся в тот же период иудео-испанский язык сохранял некоторые архаизмы староиспанского языка, как, например, наличие звонких шипящих или поддержание фонем /š/ (=IPA ʃ) и /ž/ (=IPA ʒ).

## Лингвистические особенности

### Фонология
С конца XVI до середины XVII века звонкие шипящие утратили свою звучность и слились с парными глухими /s̪̺/, /s̺/, и /š/, результаты этих процессов отражены в таблице ниже.
|                  |             | Губные | Альвеолярные | Альвеолярные | Палатальные | Заднеязычные | Глоттальные |
| Ламинальные      | Апикальные  | Губные |              |              | Палатальные | Заднеязычные | Глоттальные |
| ---------------- | ----------- | ------ | ------------ | ------------ | ----------- | ------------ | ----------- |
| Шумные согласные | Глухие      | p      | t            | t            | č           | k            |             |
| Шумные согласные | Звонкие     | b      | d            | d            |             | g            |             |
| Фрикативные      | Фрикативные | f      | s̪̺            | s̺            | š           |              | (h)         |
| Носовые          | Носовые     | m      | n            | n            | ñ           |              |             |
| Дрожащие         | Дрожащие    |        | ɾ, r         | ɾ, r         |             |              |             |
| Аппроксиманты    | Боковые     |        | l            | l            | ʎ           |              |             |
| Аппроксиманты    | Центральные |        |              |              | ʝ           |              |             |

Необходимо отметить следующие аспекты:
- Фонема /h/ (от латинского и староиспанского начального /f/), вероятно, была малораспространенной уже в XVII веке, хотя и в XX веке она существовала в некоторых диалектах восточной Андалусии и в Эстремадуре. (В других диалектах испанского аллофон /h/ существует в результате дебуккализации, но не является независимой фонемой).
- В Северной и Южной Америке, на Канарских островах, и почти во всей Андалусии, фонема /s̺/ слилась с /s̪̺/ (поэтому результирующая фонема представлена просто как /s/). В центре и на севере Испании изменилось место возникновение свистящей /s̪̺/ (она стала межзубной), поэтому фонематически представлена как /θ/. Между тем апикальная /s̺/ сохранилась без изменений и может быть представлена просто как /s/[2]. Некоторые авторы используют транскрипцию /s̪/ для /s̪̺/ и/или используют /s̠/ для /s̺/.
- Во многих диалектах исчезло различие между фонемами /ʎ/ и /ʝ/, их слияние получило название yeísmo. Диалекты испанского, где yeísmo отсутствует, существуют и на Пиренейском полуострове, и в Южной Америке.

### Грамматика
В классическом испанском, по сравнению со староиспанским, произошёл ряд изменений в использовании личных местоимений.
Для устранения неоднозначности, возникавшей при использовании местоимения второго лица множественного числа vos («вы»), было создано два альтернативных местоимения
- vuestra merced > vuesarced > usted — «Вы» как уважительная форма обращения в единственном числе;
- vosotros (< vos otros) — форма второго лица множественного числа, но в Андалусии, на Канарских островах и Америке эта форма не прижилась, в этих регионах использовалось местоимение ustedes в формальных и неформальных ситуациях[3].

Из-за утраты фонемы /ž/ (= /ʒ/) староиспанские формы gelo, gela, gelos, gelas были заменены на se lo, se la, se los, se las, например: староиспанский — «digelo» («Я дал это ему/ей») > классический испанский — «díselo» > современный испанский — «se lo di».
Порядок клитик приблизился к существующему в современном испанском: enfermóse и murióse > se enfermó и se murió.